# 아홀드 델레이즈
아홀드 델레이즈(Ahold Delhaize, Koninklijke Ahold Delhaize N.V., "Royal Ahold Delhaize")는 네덜란드-벨기에 다국적 소매 및 도매 지주 회사이다. 사명은 현재의 아홀드 델레이즈를 형성하는 두 합병 회사인 아홀드(네덜란드)와 델레이즈 그룹(벨기에)의 합병에서 유래되었다. 사업 형식에는 슈퍼마켓, 편의점, 하이퍼마켓, 온라인 식료품점, 온라인 비식품점, 약국, 주류 판매점이 포함된다. 21개 현지 브랜드는 주로 네덜란드와 벨기에를 비롯한 10개국의 7,659개 매장에서 414,000명의 직원을 고용하고 있다.
아홀드 델레이즈의 국제 본부는 네덜란드 잔담에 있다. 합병파트너사인 아홀드(Ahold)의 본사이다. 해당 브랜드는 네덜란드, 벨기에, 체코, 그리스, 룩셈부르크, 루마니아, 세르비아 및 미국에서 활동하고 있다. 인도네시아와 포르투갈 합작투자에도 참여하고 있다.
아홀드 델레이즈 주식은 유로넥스트 암스테르담과 유로넥스트 브뤼셀에 상장되어 있다(티커: AD). 아홀드의 CEO인 딕 보어(Dick Boer)는 2018년 은퇴할 때까지 아홀드 델레이즈의 CEO가 되었으며, 델레이즈 그룹의 전 CEO인 프랜스 뮬러(Frans Muller)는 이전에 딕 보어의 감독 하에 있었던 딕 보어의 뒤를 이어 부CEO, 최고통합책임자(CIO)가 되었다. 델레이즈 아메리카의 최고 운영 책임자(임시)이다.
23개 주에서 2,000개 이상의 매장을 운영하는 아홀드 델레이즈는 지역 자회사를 통해 미국 최대의 식품 및 소모품 소매업체 중 하나이다.